# K2-25 b
K2-25 b è un pianeta extrasolare che orbita attorno alla stella nana rossa K2-25, situata a circa 150 anni luce dal sistema solare. La peculiarità del pianeta è la sua densità estremamente alta, con una massa 25 volte quella terrestre, mentre il suo raggio è solamente di 2,7 r⊕, notevolmente inferiore a quello di Nettuno. Secondo gli astronomi le caratteristiche di questo pianeta mettono in dubbio la comprensione della formazione planetaria attualmente accettata, in particolare non si comprende come un pianeta così massiccio non abbia trattenuto attorno a sé la densa atmosfera tipica dei giganti gassosi.

## Caratteristiche
Il pianeta fa parte dell'ammasso aperto delle Iadi, era stato scoperto già nel 2015 nell'ambito della missione Kepler ed è stato ristudiato spettroscopicamente nel 2020 con l’Habitable Zone Planet Finder  installato sul telescopio Hobby-Eberly, un'indagine congiunta a cui ha collaborato il NOIRLAB (National Optical-Infrared Astronomy Research Laboratory), parte della National Science Foundation. La stella madre è una tipica nana rossa di tipo spettrale M 4.5V, avente una massa e un raggio che sono circa il 30% di quelli solari, con una temperatura superficiale di poco superiore ai 3000 K. Si tratta di una stella piuttosto giovane, con un'età stimata di circa 730 milioni di anni.
Il pianeta orbita in appena 3,5 giorni attorno alla propria stella, a una distanza di circa 4,3 milioni di chilometri; nonostante la bassa luminosità della stella madre a quella distanza la temperatura di equilibrio, assumendo un'albedo simile a quella terrestre, è stimata essere di 346 kelvin. Gli autori pensano che il pianeta sia costituito principalmente da un nucleo roccioso avvolto da una sottile atmosfera di idrogeno ed elio, gas che costituirebbero solo il 5% della massa planetaria.